# Sison (Pangasinan)
Sison é um município de  terceira classe de renda municipal (d) na província Pangasinan, nas Filipinas. De acordo com o censo de 1 de maio  de  2020 possui uma população de 52 320 pessoas e 12 948 domicílios.